# نقطة زابريسكي (فلم)
نقطة زابريسكي (بالإنجليزية: Zabriskie Point) هو فيلم دراما أمريكي للمخرج الإيطالي «مايكل أنجلو أنطونيوني» إنتاج عام 1970، من بطولة مارك فريتشت وداريا هالبرين ورود تايلور، ولفت الفيلم الأنظار لأنه جاء يمثل الثقافة المضادة لثقافة المجتمع الأمريكي counterculture آنذاك والتي كانت في أوج إنتشارها وتزايدها بشكل ملحوظ.صُوّرت بعض المشاهد في نقطة زابريسكي بوادي الموت. كان الفيلم إخفاقًا تجاريًا ساحقًا، وانتقده معظم النقاد حال صدوره، لكن قيمته النقدية أخذت في الزيادة، إلى أن أصبح «مذهب cult status» سينمائي، اشتهر بتصويره السينمائي وإخراجه واستخدامه للموسيقى.
كان العرض الأول للفيلم في 5 فبراير 1970، وصدر إلى دور العرض الأمريكية في 9 فبراير 1970.
منح موقع قاعدة بيانات الأفلام على الإنترنت (IMDB) الفيلم درجة 6.9/ 10.

## طاقم التمثيل
- مارك فريتشت: في دور مارك
- داريا هالبرين: في دور داريا
- رود تايلور: في دور لي آلن
- بول فيكس: في دور صاحب منزل على الطريق
- ج د سبرادلين: مساعد لي آلن
- بيل جاراوى: في دور مورتي
- كاثلين كليفر: في دور كاثلين
- أوستين ويليس [22][23]